# Dupiaza

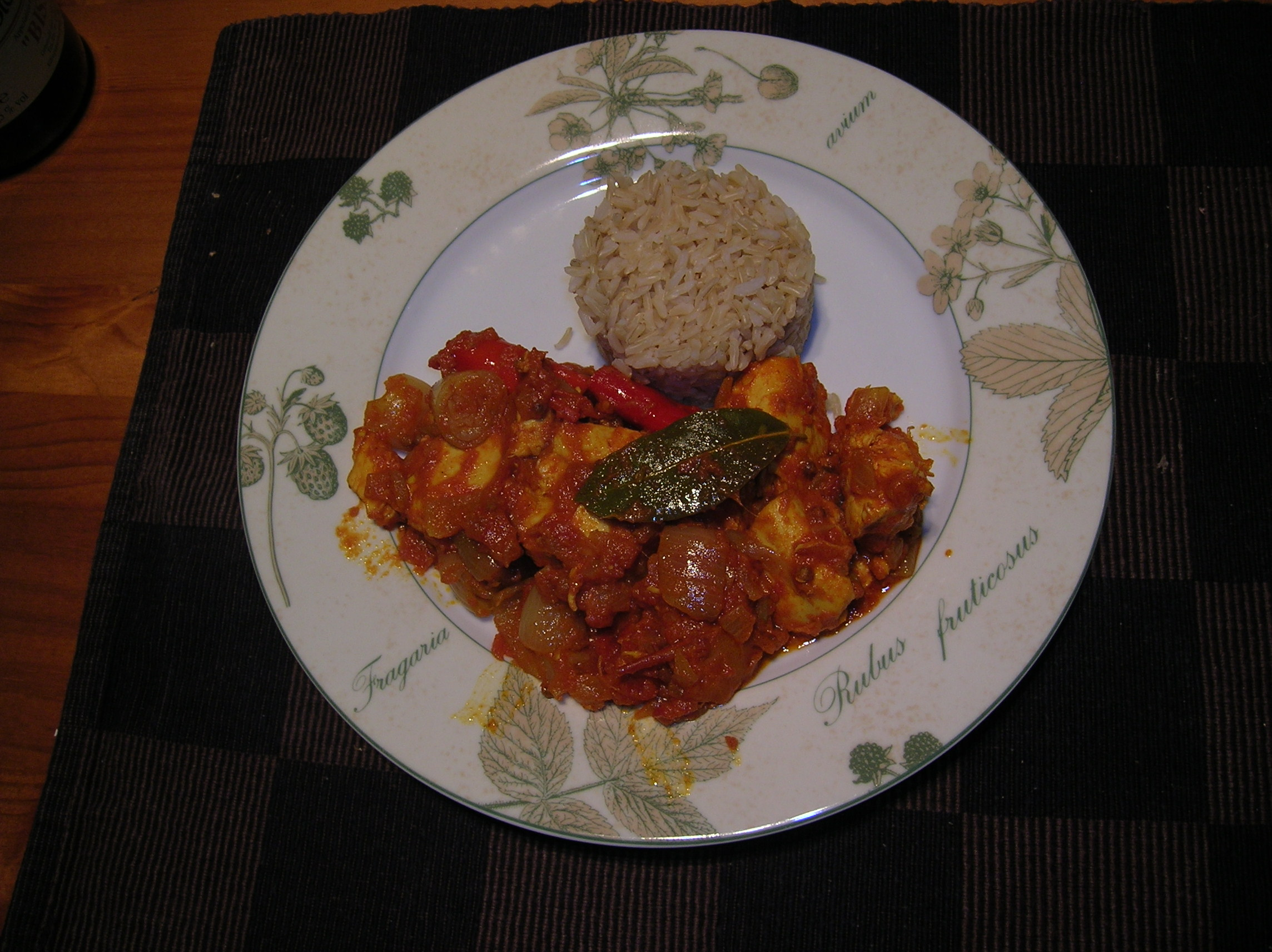
Dupiaza

Dupiaza, także dopiaza – potrawa indyjska typu curry. Stanowi ją kurczak lub baranina gotowane w sosie z dodatkiem smażonej, a następnie gotowanej cebuli i pomidorów. Podaje się z ryżem lub pilawem.

## Nazwa
Słowo dupiaza oznacza w języku hindi „podwójną cebulę”. Według niektórych receptur ilość użytej cebuli musi być podwójna w stosunku do użytego mięsa.